# Міс «45 калібр»
Міс «45 калібр» (англ. Ms. 45) — американський трилер, режисера Абеля Феррари.

## Сюжет
На Тану, красиву і німу дівчину з Нью-Йорка, здійснюють напад. Коли вона поверталась додому з роботи, її жорстоко зґвалтував незнайомець у масці. І жах на цьому не закінчився: ледь оговтавшись від шоку і діставшись до будинку, дівчина переживає зґвалтування вдруге. Але цього разу кривдник не втік від розплати: Тана прикінчила мерзотника, розтрощивши йому голову. Відчувши смак до вбивства і озброївшись пістолетом 45-го калібру, героїня пускається в зловісний, кривавий рейд помсти чоловікам, безжально винищуючи всіх нещасних чоловіків, що звернули на неї свою увагу.

## У ролях
- Зоі Ланд — Тана
- Альберт Зінкіс — Альберт
- Дарлін Стато — Лорі
- Хелен МакГара — Керол
- Найк Закманолоу — Памела
- Абель Феррара — перший ґвалтівник
- Пітер Йеллен — зломщик (другий ґвалтівник)
- Едітта Шерман — Місіс Насон (домовласниця)
- Вінсент Группі — хлопець на розі
- С. Едвард Сінгер — фотограф
- Стенлі Тіммс — сутенер
- Фейт Пітерс — повія
- Лоуренс Завагия — араб
- Алекс Якіно — шофер
- Джек Тібо — чоловік у барі
- Джейн Кеннеді — швачка
- Вейн Каро — хлопець у офісі / Міккі
- Маріана Тріпальді — покупець
- Скотт Коверт — помічник покупця
- Карен О'Ші — модель / гість вечірки
- Ког — бродяга
- Сінді Грін — офіціантка
- Ненсі Ульріх — дівчина фотографа
- Едді Санчез — бандит у центральному парку
- Ларрі Чуа — бандит у центральному парку
- Омар Патіно — бандит у центральному парку
- Роберт Аллен — бандит у центральному парку
- Деніел Гудінг — бандит у центральному парку
- Майкл Р. Чін — хлопець
- Джеррі Ігарасі — дівчина
- Едвард Ейзель — людина з Джорджиї
- Евелін Сміт — жінка з мішками
- Патрік Лоугрен — чоловік на столі
- Ейлін Тротта — дівчина на столі
- Боббі Вейсманн — хазяїн вечірки
- Елвін Мур — детектив 1
- Ніколас Сейнт-Джон — детектив 2
- Стів Деш — поліцейський
- Пол Верні — хлопець на вулиці
- Джон Скарангелла — хлопець на вулиці
- Аріс Сакелларідіс — хлопець на вулиці
- Бен Фальк — сліпий
- Майкл Мінард — учасник групи
- Роберт Норт — учасник групи
- Роб Фіш — учасник групи
- Гаррі Морер — голос з новин
- Бет Енн Лонерган — маленька дівчинка (озвучка)
- Ден О'Нілл  — бармен

гості вечірки
- Гейл Венгер
- Яна Скідмор
- Мері Барто
- Джон Антоніо
- Джоі Монтелеоні
- Ліза Монтелеоні
- Мері Рівз
- Керол Дрехслер
- Ентоні Піччіано
- Джо Перс
- Донна Харріс
- Ира Блюменталь
- Рекс Піано
- Кім МакЛін
- Пол Сансон
- Пітер Еббі
- Еліза Дарріго
- Тоні Гандіосі
- Рене Белафонте
- Джеррі Горальнік

статисти
- Клавер Муллані
- Джим Палец
- Тімоті Пастор
- Білл Планкетт
- Наталі Раннацісі
- Майкл Роттермел
- Роб Рой
- Франсін Томас
- Брюс Торн
- Ненсі Аптон
- Бонні Вільямс
- Скотт Війнер
- Джим Джонсон
- Шеллі Фрідман
- Барбара Джо Фучс
- Кетлін Гаті
- Баррі Гомолка
- Джеррі Хеллер
- Мішель Джеймс
- Кріс Джонс
- Ненсі Клейнман
- Рената Хікей
- Том МакГрат
- Шеріл МакІнтайр
- Стівен Сінгер